# على بعد خمسة أقدام
على بُعد خمسة أقدام (بالإنجليزية: Five Feet Apart)‏ (حرفيًا فايف فييت أبارت) هو فيلم رومانسي أمريكي صدرَ عام 2019، وهو من إخراج جوستين بالدوني ومن كتابة ميكي دوترري وتوبياس إياكونيس. يَلعب الممثلان هالي لو ريتشاردسون وكول سبراوس دور شابين مُصابين بالتليف الكيسي، حيثُ يحاولان إنشاء علاقة بينهما على الرغم أنَّ المرض يُجبرهما دائمًا على البقاء بمسافة مُعينة من بعضهما البعض. صدر الفيلم في الولايات المتحدة في 15 مارس 2019 بواسطة سي بي إس فيلمز. حصل الفيلم على ردودٍ فعلٍ مُختلفة بين النقاد، كما حقق أرباحًا أكثر من 80 مليون دولار في جميع أنحاء العالم. مُدة الفيلم 116 دقيقة.

## الممثلون
- هالي لو ريتشاردسون بدور ستيلا غرانت
- كول سبراوس بدور ويل نيومان
- مويسيس أرياس بدور بو راميريز
- كيمبرلي هيبرت غريغوري بدور الممرضة باربرا
- بارميندر ناغرا بدور د.حميد
- كلير فورلاني بدور ميريديث نيومان
- إميلي بالدوني بدور الممرضة جولي
- سينثيا إيفانز بدور إرين غرانت
- جاري ويكس بدور جيف غرانت
- صوفيا برنارد بدور آبي غرانت
- سيسيليا ليل بدور كاميل

## إطلاق الفيلم
صَدر الفيلم في 15 مارس 2019 بواسطة سي بي إس فيلمز وليونزغيت إنترتاينمنت. أنفقَ الاستوديو 12 مليون دولار على الترويج والإعلان.

## القصة
يَلعب الممثلان دور شابين مُصابين بالتليف الكيسي، حيثُ يحاولان إنشاء علاقة بينهما على الرغم أنَّ المرض يُجبرهما دائمًا على البقاء بمسافة مُعينة من بعضهما البعض. 

## ردود الفعل

### شباك التذاكر
حقق الفيلم أرباحًا بقيمة 45.7 مليون دولار في الولايات المتحدة وكندا، و 34.4 مليون دولار في مناطق أُخرى، بإجمالي عالمي قدره 80.1 مليون دولار، مُقابل ميزانية إنتاج بلغت 7 ملايين دولار.

### ردود الفعل من مجتمع التليف الكيسي
اختلفت رُدود الفعل في مجتمع أفراد التليف الكيسي. رحبت مؤسسة التليف الكيسي بفرصة الفيلم لزيادة الوعي حول مُكافحة الكثير من مرضى التليف الكيسي، ولكن اعترضَ آخرون على السلوكات الخطرة طبيًا في تصوير الفيلم، كما أعرب آخرون عن قلقهم من التقليل من قيمة المرض العضال وجعله رومنسيًا كقصة حب مُراهقين.

## روابط خارجية
- الموقع الرسمي
- على بعد خمسة أقدام على موقع IMDb (الإنجليزية)
- على بعد خمسة أقدام على موقع ميتاكريتيك (الإنجليزية)
- على بعد خمسة أقدام على موقع روتن توميتوز (الإنجليزية)
- على بعد خمسة أقدام على موقع قاعدة بيانات الأفلام العربية
- على بعد خمسة أقدام على موقع ألو سيني (الفرنسية)
- على بعد خمسة أقدام على موقع Turner Classic Movies (الإنجليزية)
- على بعد خمسة أقدام على موقع أول موفي (الإنجليزية)
- على بعد خمسة أقدام على موقع بوكس أوفيس موجو (الإنجليزية)
- على بعد خمسة أقدام على موقع فيلمافينيتي (الإسبانية)
- على بعد خمسة أقدام على موقع قاعدة بيانات الفيلم (الإنجليزية)